# Campeonato Ecuatoriano de Fútbol Serie B 1993
El Campeonato Ecuatoriano de Fútbol Serie B 1993, conocido oficialmente como «Campeonato Nacional de Fútbol Serie B 1993», fue la 16.ª edición de la Serie B del Campeonato nacional de fútbol profesional en Ecuador, mientras que fue la 29.ª edición incluyendo los torneos cortos conocidos como etapas. El torneo fue organizado por la Federación Ecuatoriana de Fútbol y contó con la participación de ocho clubes de fútbol.
En este torneo retornaron los cuadros de Audaz Octubrino y 9 de Octubre. En el caso de los descendidos a la Segunda Categoría fueron los cuadros de la Universidad Católica y Audaz Octubrino. En el caso del cuadro camaratta este era su segunda y última participación consecutiva ya que solamente jugó en el torneo de la Segunda Categoría por 4 años y finalmente ascendió a la Serie B tras participar en el Campeonato Ecuatoriano de Fútbol Segunda Categoría en 1998. Por su parte, los cuadros que ascendieron al final de temporada fueron Olmedo, que regresaba a la Serie B desde su última participación en 1978, mientras que el segundo equipo fue el Panamá, siendo este el 7° equipo en ascender por Guayaquil y el 10° en participar a la misma categoría.
En esta edición del campeonato, el Espoli de la ciudad de Quito se coronó campeón del certamen por primera vez en su historia y el Liga de Portoviejo se coronó subcampeón del certamen por cuarta vez en su historia.

## Sistema de juego
El Campeonato Ecuatoriano de la Serie B 1993 se jugó de la siguiente manera.
 1ª etapa y 2ª etapa 
Se disputó un torneo de 28 fechas por el sistema de todos contra todos a dos etapas, ida y vuelta.
Ascensos y Descensos
En el ascenso sería para los equipos mejor ubicados en la tabla acumulada, en la cual sería reconocidos como campeón y subcampeón de la Serie B, sino que ascenderían a la Serie A 1994, mientras que en el descenso los dos equipos con peor campaña es decir los dos últimos de la acumulada descenderían a la Segunda Categoría.

## Relevo anual de clubes
| Pos. | de la Segunda etapa de la Serie A |
| ---- | --------------------------------- |
| 1º   | Liga de Portoviejo                |

| Pos. | de la Segunda etapa de la Serie B |
| ---- | --------------------------------- |
| 1º   | Santos                            |

| Pos.  | de la Serie B |
| ----- | ------------- |
| 1º    | Macará        |
| Prom. | Juvenil       |

| Pos. | de la Segunda Categoría |
| ---- | ----------------------- |
| 1º   | Audaz Octubrino         |
| 2º   | 9 de Octubre            |

## Datos de los clubes
| Equipo               | Ciudad                                                                                           | Provincia |
| -------------------- | ------------------------------------------------------------------------------------------------ | --------- |
| Audaz Octubrino      | Machala / Pasaje                                                                                 | El Oro    |
| Calvi                | Guayaquil                                                                                        | Guayas    |
| Espoli               | Quito                                                                                            | Pichincha |
| Liga de Loja         | [[Archivo:\|class=notpageimage noviewer\|20x20px\|border\|Bandera de Loja (Ecuador)]] Loja       | Loja      |
| Liga de Portoviejo   | Portoviejo / [[Archivo:\|class=notpageimage noviewer\|20x20px\|border\|Bandera de Manta]] Manta  | Manabí    |
| Universidad Católica | Quito                                                                                            | Pichincha |
| 2 de Marzo           | Atuntaqui / [[Archivo:\|class=notpageimage noviewer\|20x20px\|border\|Bandera de Ibarra]] Ibarra | Imbabura  |
| 9 de Octubre         | Guayaquil                                                                                        | Guayas    |

### Equipos por ubicación geográfica
| Provincia | N.º | Equipos                         |
| --------- | --- | ------------------------------- |
| Pichincha | 2   | - Espoli - Universidad Católica |
| Guayas    | 2   | - Calvi - 9 de Octubre          |
| El Oro    | 1   | - Audaz Octubrino               |
| Imbabura  | 1   | - 2 de Marzo                    |
| Loja      | 1   | - Liga de Loja                  |
| Manabí    | 1   | - Liga de Portoviejo            |

|  |

## Primera etapa

### Partidos y resultados
| Fecha 1              | Fecha 1   | Fecha 1          |
| Equipo Local         | Resultado | Equipo Visitante |
| -------------------- | --------- | ---------------- |
| Audaz Octubrino      | 1 - 1     | Espoli           |
| Liga de Portoviejo   | 2 - 0     | 9 de Octubre     |
| Liga de Loja         | 3 - 1     | 2 de Marzo       |
| Universidad Católica | 4 - 1     | Calvi            |

| Fecha 2      | Fecha 2   | Fecha 2              |
| Equipo Local | Resultado | Equipo Visitante     |
| ------------ | --------- | -------------------- |
| Calvi        | 1 - 1     | Liga de Portoviejo   |
| 9 de Octubre | 1 - 1     | Audaz Octubrino      |
| 2 de Marzo   | 2 - 1     | Universidad Católica |
| Espoli       | 1 - 1     | Liga de Loja         |

| Fecha 3              | Fecha 3   | Fecha 3          |
| Equipo Local         | Resultado | Equipo Visitante |
| -------------------- | --------- | ---------------- |
| Audaz Octubrino      | 2 - 1     | Calvi            |
| Liga de Portoviejo   | 2 - 1     | 2 de Marzo       |
| Liga de Loja         | 3 - 1     | 9 de Octubre     |
| Universidad Católica | 3 - 1     | Espoli           |

| Fecha 4              | Fecha 4   | Fecha 4            |
| Equipo Local         | Resultado | Equipo Visitante   |
| -------------------- | --------- | ------------------ |
| Calvi                | 1 - 1     | Liga de Loja       |
| 9 de Octubre         | 3 - 1     | Espoli             |
| 2 de Marzo           | 2 - 2     | Audaz Octubrino    |
| Universidad Católica | 5 - 2     | Liga de Portoviejo |

| Fecha 5            | Fecha 5   | Fecha 5              |
| Equipo Local       | Resultado | Equipo Visitante     |
| ------------------ | --------- | -------------------- |
| 9 de Octubre       | 2 - 1     | Calvi                |
| Audaz Octubrino    | 0 - 0     | Universidad Católica |
| Liga de Portoviejo | 2 - 2     | Liga de Loja         |
| Espoli             | 2 - 1     | 2 de Marzo           |

| Fecha 6              | Fecha 6   | Fecha 6          |
| Equipo Local         | Resultado | Equipo Visitante |
| -------------------- | --------- | ---------------- |
| Liga de Portoviejo   | 2 - 1     | Espoli           |
| Liga de Loja         | 3 - 1     | Audaz Octubrino  |
| 2 de Marzo           | 4 - 1     | Calvi            |
| Universidad Católica | 2 - 0     | 9 de Octubre     |

| Fecha 7         | Fecha 7   | Fecha 7              |
| Equipo Local    | Resultado | Equipo Visitante     |
| --------------- | --------- | -------------------- |
| Audaz Octubrino | 1 - 1     | Liga de Portoviejo   |
| 9 de Octubre    | 4 - 2     | 2 de Marzo           |
| Liga de Loja    | 2 - 1     | Universidad Católica |
| Espoli          | 1 - 0     | Calvi                |

| Fecha 8      | Fecha 8   | Fecha 8              |
| Equipo Local | Resultado | Equipo Visitante     |
| ------------ | --------- | -------------------- |
| Calvi        | 3 - 1     | Universidad Católica |
| 9 de Octubre | 1 - 1     | Liga de Portoviejo   |
| 2 de Marzo   | 5 - 2     | Liga de Loja         |
| Espoli       | 6 - 0     | Audaz Octubrino      |

| Fecha 9              | Fecha 9   | Fecha 9          |
| Equipo Local         | Resultado | Equipo Visitante |
| -------------------- | --------- | ---------------- |
| Audaz Octubrino      | 1 - 1     | 9 de Octubre     |
| Liga de Portoviejo   | 4 - 1     | Calvi            |
| Liga de Loja         | 1 - 2     | Espoli           |
| Universidad Católica | 0 - 3     | 2 de Marzo       |

| Fecha 10     | Fecha 10  | Fecha 10             |
| Equipo Local | Resultado | Equipo Visitante     |
| ------------ | --------- | -------------------- |
| Calvi        | 3 - 2     | Audaz Octubrino      |
| 9 de Octubre | 1 - 1     | Liga de Loja         |
| 2 de Marzo   | 3 - 1     | Liga de Portoviejo   |
| Espoli       | 3 - 1     | Universidad Católica |

| Fecha 11           | Fecha 11  | Fecha 11             |
| Equipo Local       | Resultado | Equipo Visitante     |
| ------------------ | --------- | -------------------- |
| Audaz Octubrino    | 1 - 1     | 2 de Marzo           |
| Liga de Portoviejo | 3 - 0     | Universidad Católica |
| Liga de Loja       | 1 - 1     | Calvi                |
| Espoli             | 1 - 1     | 9 de Octubre         |

| Fecha 12             | Fecha 12  | Fecha 12           |
| Equipo Local         | Resultado | Equipo Visitante   |
| -------------------- | --------- | ------------------ |
| Calvi                | 2 - 0     | 9 de Octubre       |
| Liga de Loja         | 2 - 1     | Liga de Portoviejo |
| 2 de Marzo           | 0 - 0     | Espoli             |
| Universidad Católica | 0 - 1     | Audaz Octubrino    |

| Fecha 13        | Fecha 13  | Fecha 13             |
| Equipo Local    | Resultado | Equipo Visitante     |
| --------------- | --------- | -------------------- |
| Calvi           | 2 - 1     | 2 de Marzo           |
| Audaz Octubrino | 2 - 1     | Liga de Loja         |
| 9 de Octubre    | 1 - 1     | Universidad Católica |
| Espoli          | 5 - 2     | Liga de Portoviejo   |

| Fecha 14             | Fecha 14  | Fecha 14         |
| Equipo Local         | Resultado | Equipo Visitante |
| -------------------- | --------- | ---------------- |
| Calvi                | 1 - 0     | Espoli           |
| Liga de Portoviejo   | 2 - 2     | Audaz Octubrino  |
| 2 de Marzo           | 6 - 1     | 9 de Octubre     |
| Universidad Católica | 1 - 2     | Liga de Loja     |

## Segunda etapa

### Partidos y resultados
| Fecha 15             | Fecha 15  | Fecha 15           |
| Equipo Local         | Resultado | Equipo Visitante   |
| -------------------- | --------- | ------------------ |
| 9 de Octubre         | 2 - 2     | Liga de Portoviejo |
| Audaz Octubrino      | 2 - 1     | Espoli             |
| Liga de Loja         | 3 - 1     | Calvi              |
| Universidad Católica | 4 - 1     | 2 de Marzo         |

| Fecha 16           | Fecha 16  | Fecha 16             |
| Equipo Local       | Resultado | Equipo Visitante     |
| ------------------ | --------- | -------------------- |
| Calvi              | 2 - 0     | Universidad Católica |
| Liga de Portoviejo | 4 - 0     | Audaz Octubrino      |
| 2 de Marzo         | 1 - 1     | Liga de Loja         |
| Espoli             | 4 - 0     | 9 de Octubre         |

| Fecha 17             | Fecha 17  | Fecha 17           |
| Equipo Local         | Resultado | Equipo Visitante   |
| -------------------- | --------- | ------------------ |
| 9 de Octubre         | 0 - 1     | 2 de Marzo         |
| Audaz Octubrino      | 2 - 2     | Calvi              |
| Liga de Loja         | 2 - 0     | Espoli             |
| Universidad Católica | 6 - 1     | Liga de Portoviejo |

| Fecha 18             | Fecha 18  | Fecha 18         |
| Equipo Local         | Resultado | Equipo Visitante |
| -------------------- | --------- | ---------------- |
| Calvi                | 2 - 3     | 9 de Octubre     |
| Liga de Portoviejo   | 4 - 2     | Liga de Loja     |
| 2 de Marzo           | 1 - 0     | Audaz Octubrino  |
| Universidad Católica | 2 - 2     | Espoli           |

| Fecha 19        | Fecha 19  | Fecha 19             |
| Equipo Local    | Resultado | Equipo Visitante     |
| --------------- | --------- | -------------------- |
| Calvi           | 1 - 0     | 2 de Marzo           |
| Audaz Octubrino | 0 - 0     | Universidad Católica |
| Liga de Loja    | 1 - 1     | 9 de Octubre         |
| Espoli          | 0 - 0     | Liga de Portoviejo   |

| Fecha 20           | Fecha 20  | Fecha 20             |
| Equipo Local       | Resultado | Equipo Visitante     |
| ------------------ | --------- | -------------------- |
| 9 de Octubre       | 1 - 1     | Audaz Octubrino      |
| Liga de Portoviejo | 3 - 1     | 2 de Marzo           |
| Liga de Loja       | 2 - 1     | Universidad Católica |
| Espoli             | 3 - 1     | Calvi                |

| Fecha 21             | Fecha 21  | Fecha 21           |
| Equipo Local         | Resultado | Equipo Visitante   |
| -------------------- | --------- | ------------------ |
| Calvi                | 3 - 1     | Liga de Portoviejo |
| Audaz Octubrino      | 1 - 1     | Liga de Loja       |
| 2 de Marzo           | 0 - 1     | Espoli             |
| Universidad Católica | 2 - 2     | 9 de Octubre       |

| Fecha 22           | Fecha 22  | Fecha 22             |
| Equipo Local       | Resultado | Equipo Visitante     |
| ------------------ | --------- | -------------------- |
| Calvi              | 4 - 1     | Liga de Loja         |
| Liga de Portoviejo | 2 - 1     | 9 de Octubre         |
| 2 de Marzo         | 2 - 2     | Universidad Católica |
| Espoli             | 7 - 2     | Audaz Octubrino      |

| Fecha 23             | Fecha 23  | Fecha 23           |
| Equipo Local         | Resultado | Equipo Visitante   |
| -------------------- | --------- | ------------------ |
| 9 de Octubre         | 2 - 1     | Espoli             |
| Audaz Octubrino      | 0 - 1     | Liga de Portoviejo |
| Liga de Loja         | 3 - 1     | 2 de Marzo         |
| Universidad Católica | 4 - 2     | Calvi              |

| Fecha 24           | Fecha 24  | Fecha 24             |
| Equipo Local       | Resultado | Equipo Visitante     |
| ------------------ | --------- | -------------------- |
| Calvi              | 5 - 1     | Audaz Octubrino      |
| Liga de Portoviejo | 0 - 0     | Universidad Católica |
| 2 de Marzo         | 0 - 1     | 9 de Octubre         |
| Espoli             | 3 - 0     | Liga de Loja         |

| Fecha 25           | Fecha 25  | Fecha 25             |
| Equipo Local       | Resultado | Equipo Visitante     |
| ------------------ | --------- | -------------------- |
| Calvi              | 1 - 0     | 9 de Octubre         |
| Audaz Octubrino    | 1 - 2     | 2 de Marzo           |
| Liga de Portoviejo | 2 - 1     | Liga de Loja         |
| Espoli             | 2 - 1     | Universidad Católica |

| Fecha 26             | Fecha 26  | Fecha 26         |
| Equipo Local         | Resultado | Equipo Visitante |
| -------------------- | --------- | ---------------- |
| 9 de Octubre         | 3 - 0     | Liga de Loja     |
| Liga de Portoviejo   | 1 - 1     | Espoli           |
| 2 de Marzo           | 0 - 2     | Calvi            |
| Universidad Católica | 4 - 0     | Audaz Octubrino  |

| Fecha 27             | Fecha 27  | Fecha 27           |
| Equipo Local         | Resultado | Equipo Visitante   |
| -------------------- | --------- | ------------------ |
| Calvi                | 3 - 1     | Espoli             |
| Audaz Octubrino      | 0 - 0     | 9 de Octubre       |
| 2 de Marzo           | 3 - 1     | Liga de Portoviejo |
| Universidad Católica | 2 - 2     | Liga de Loja       |

| Fecha 28           | Fecha 28  | Fecha 28             |
| Equipo Local       | Resultado | Equipo Visitante     |
| ------------------ | --------- | -------------------- |
| 9 de Octubre       | 2 - 1     | Universidad Católica |
| Liga de Portoviejo | 3 - 1     | Calvi                |
| Liga de Loja       | 4 - 2     | Audaz Octubrino      |
| Espoli             | 5 - 3     | 2 de Marzo           |

## Tabla acumulada
|  |  |    | Equipo               | PJ | PG | PE | PP | GF | GC | DG  | PTS |
|  |  | -- | -------------------- | -- | -- | -- | -- | -- | -- | --- | --- |
|  |  | 1. | Espoli               | 28 | 13 | 7  | 8  | 56 | 36 | +20 | 33  |
|  |  | 2. | Liga de Portoviejo   | 28 | 12 | 8  | 8  | 49 | 46 | +3  | 32  |
|  |  | 3. | Liga de Loja         | 28 | 11 | 9  | 8  | 49 | 48 | +1  | 31  |
|  |  | 4. | Calvi                | 28 | 13 | 4  | 11 | 48 | 46 | +2  | 30  |
|  |  | 5. | 9 de Octubre         | 28 | 9  | 9  | 10 | 35 | 42 | -7  | 27  |
|  |  | 6. | 2 de Marzo           | 28 | 10 | 5  | 13 | 40 | 44 | -4  | 25  |
|  |  | 7. | Universidad Católica | 28 | 8  | 7  | 13 | 49 | 46 | +9  | 23  |
|  |  | 8. | Audaz Octubrino      | 28 | 4  | 13 | 11 | 28 | 50 | -12 | 21  |

PJ = Partidos jugados; PG = Partidos ganados; PE = Partidos empatados; PP = Partidos perdidos; GF = Goles a favor; GC = Goles en contra; DG = Diferencia de gol; PTS = Puntos
|  | Campeón, ascendió a la Serie A 1994.    |
|  | Subcampeón, ascendió a la Serie A 1994. |
|  | Descendieron a la Segunda Categoría.    |

## Campeón
|                                                                                |
| Club Social Cultural y Deportivo Espoli 1.er título Ascendió a la Serie A 1994 |
| También ascendió Liga Deportiva Universitaria de Portoviejo como subcampeón.   |

## Goleador
| Jugador       | Equipo | Goles |
| ------------- | ------ | ----- |
| Raúl Quiñonez | Espoli | 21    |

## Nota
1. ↑  «Segunda».